# Weißenkirchen in der Wachau
Weißenkirchen in der Wachau osztrák mezőváros Alsó-Ausztria Kremsvidéki járásában. 2025 januárjában 1359 lakosa volt. 

## Elhelyezkedése

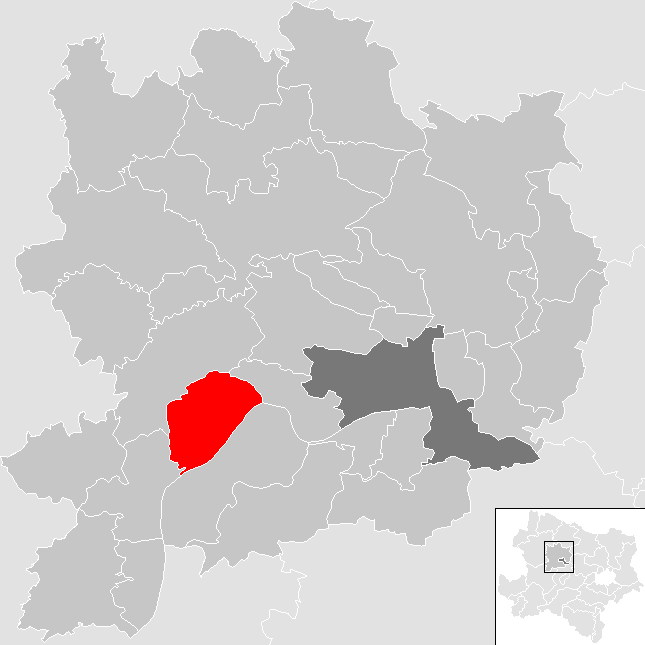
Weißenkirchen in der Wachau a Kremsvidéki járásban

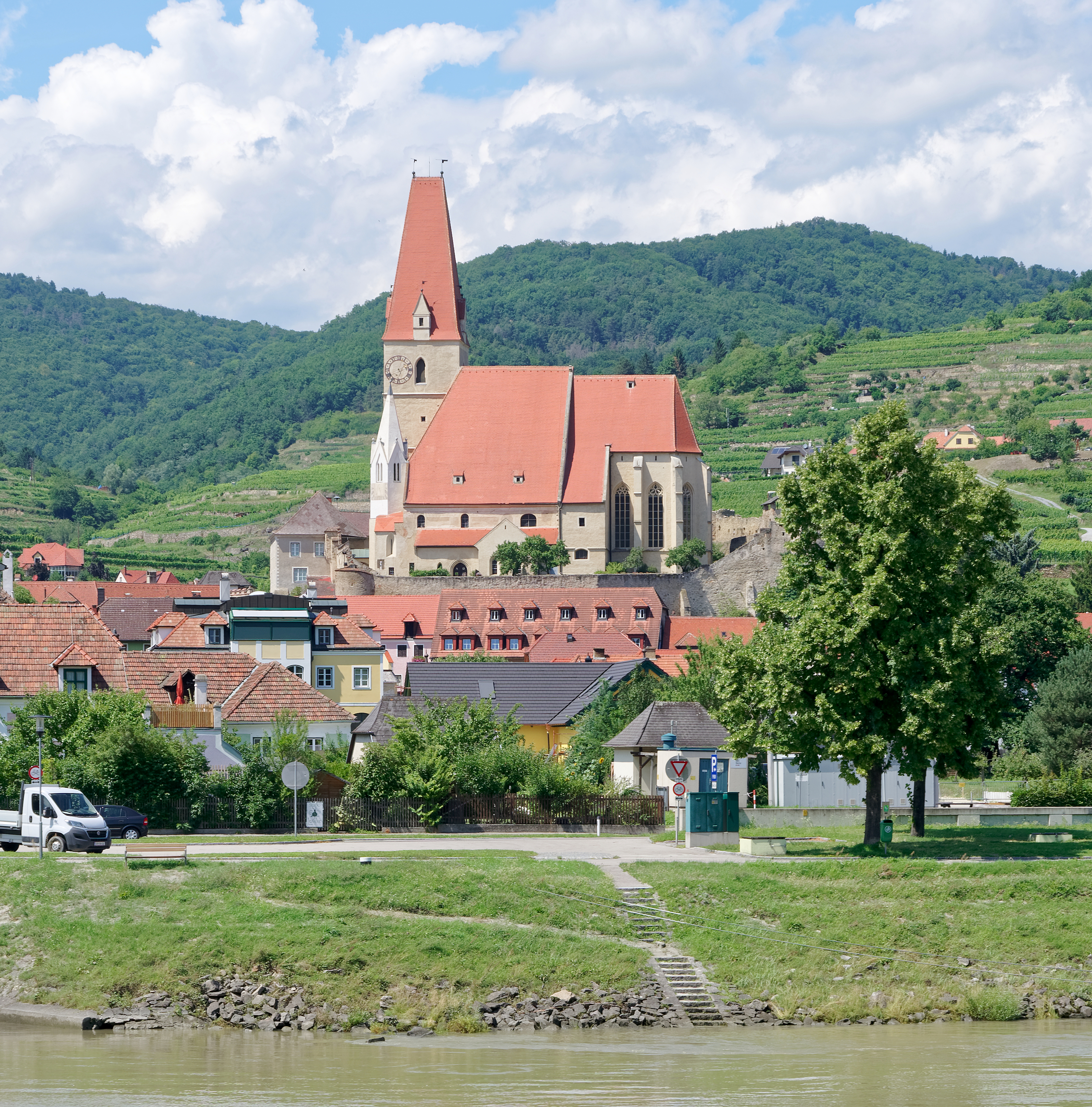
A Mária mennybevétele-plébániatemplom

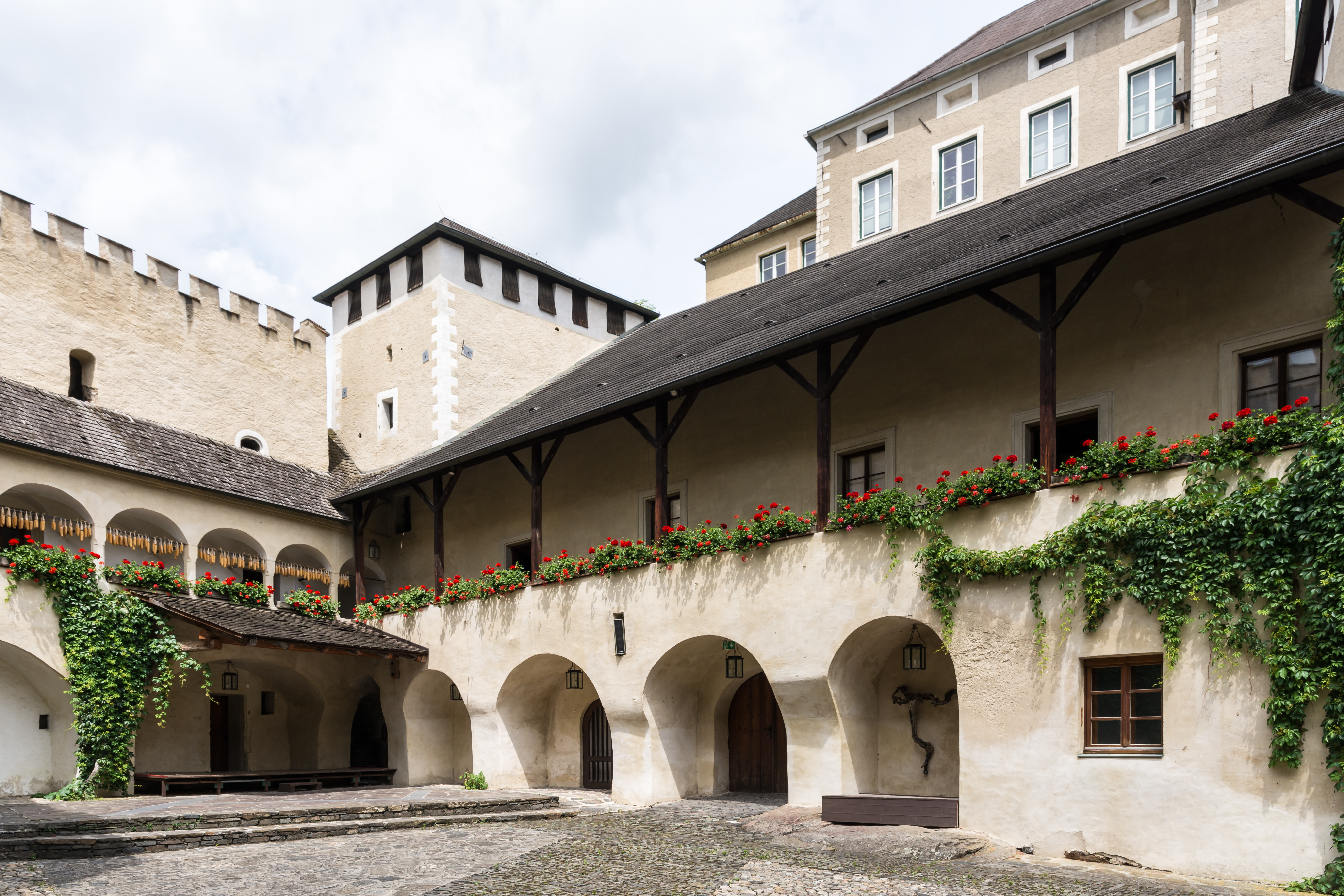
A Teisenhoferhof

Weißenkirchen in der Wachau a tartomány Waldviertel régiójában fekszik a Duna bal partján. Területének 63,1%-a erdő, 19,8% szőlő, 5,7% áll egyéb mezőgazdasági művelés alatt. Az önkormányzat 4 települést egyesít: Joching (156 lakos 2025-ben), St. Michael (25), Weißenkirchen in der Wachau (895) és Wösendorf in der Wachau (283). 
A környező önkormányzatok: északra Weinzierl am Walde, keletre Dürnstein, délre Rossatz-Arnsdorf, nyugatra Spitz.

## Története
A szűkebb wachaui régió először 830-ban jelenik meg az oklevelekben, Weißenkirchen nevét pedig 1258-ban említik először. III. Frigyes császár 1459-ben mezővárosi jogokat adományozott neki, 1493-ban pedig fia, I. Miksa címerrel ruházta fel Weißenkirchent. Impozáns templomát 1190-ben építették, amelyet 1531-ben pedig I. Ferdinánd király parancsára falakkal, tornyokkal és vizesárokkal erősítettek meg a törökök elleni védekezés érdekében. Plébániatemplommá 1632-ben vált.
A reformáció után a lakosság többsége protestánssá vált, 1540 körül lutheránus prédikátorok is éltek a mezővárosban. Amikor az ellenreformáció miatt a prédikátorokat 1624-ben kiutasították, 40 polgár vándorolt ki velük. Weißenkirchen környékét az 1596/1597-es parasztfelkelés idején kifosztották, a harmincéves háború alatt (1645-ben) a svédek megszállták. A napóleoni háborúk idején a falu lett az 1805-ös dürnsteini csata kiindulópontja, mivel Mortier marsall innen vonult le a Dunán a francia hadsereggel, és vereségét követően Weißenkirchenbe menekült vissza.
A 19. században a festői városka a Wachau festőinek (pl. Stefan Simony, Eduard Zetsche, Johann Geller) egyik kedvenc motívumává vált, akik számos weißenkircheni látképet készítettek. Ma a település a Wachau legnagyobb bortermelő települése, mintegy 500 hektárnyi szőlőültetvénnyel. Kulturális központja a Teisenhoferhof, a 16. század első feléből származó, kiterjedt, kastélyszerű erődített épületegyüttes, amely építtetőjéről, Heinrich Teisenhoferről kapta a nevét.

## Lakosság
A Weißenkirchen in der Wachau-i önkormányzat területén 2025 januárjában 1359 fő élt. Lakosságszáma 1951 óta csökkenő tendenciát mutat. 2023-ban az ittlakók 95,1%-a volt osztrák állampolgár; a külföldiek közül 1,2% a régi (2004 előtti), 2,2% az új EU-tagállamokból érkezett. 0,2% a volt Jugoszlávia (Horvátország és Szlovénia kivételével) vagy Törökország; 1,2% egyéb ország polgára volt. 2001-ben a lakosok 96,1%-a római katolikusnak, 0,8% evangélikusnak, 0,1% ortodoxnak, 2,5% pedig felekezeten kívülinek vallotta magát. Ugyanekkor 3 magyar élt a mezővárosban; a legnagyobb nemzetiségi csoportot a német anyanyelvűeken (97,8%) kívül a csehek alkották 6 fővel.  
A népesség változása:

| 2016 | 1 470 |
| 2018 | 1 429 |

## Látnivalók
- a weißenkircheni Mária mennybevétele-plébániatemplom
- a St. Michel-i Szt. Mihály-erődtemplom
- a wösendorfi Szt. Flórián-plébániatemplom
- a Teisenhoferhof, itt található a Wachau-múzeum, az Alsó-ausztriai Állami Múzeum egyik kiállítása és egy bormúzeum